# La Virreina
|  | No s'ha de confondre amb Palau de la Virreina o Palau de la Virreina de Gràcia. |

La Virreina és un nucli poblacional de la vila de Tiana, al Maresme, bàsicament residencial. Està situat a la part sud-est del poble i confronta amb la vila veïna de Montgat. És el barri més distant de centre del poble al que està comunicat per camins secundaris. La població el 2022 era de 301 habitants (el 3,28% de tot Tiana).